# غيفغليا
غيفغليا (بالمقدونية: Гевгелија) هي مدينة في مقاطعة غيفغليا في جمهورية مقدونيا وهي تقع قرب الحدود اليونانية. يبلغ عدد سكانها حوالي 15,685 نسمة بحسب إحصاء يعود لعام 2002. وتسمى في التركية كوكلي (Gevgeli) وفي اليونانية غيفغيلي (Γευγελή).

## التاريخ
كانت غيفغليا خلال أواخر القرن التاسع عشر ومطلع القرن العشرين جزء من ولاية سالونيك التابعة للدولة العثمانية.
وغدت غيفغليا خلال الفترة الممتدة من عام 1929 حتى 1941 جزء من بانوفينا فاردار التابع لمملكة يوغوسلافيا.

## التركيبة السكانية
يعيش في بلدة غيفغليا 15,685 نسمة بحسب تعداد أجري عام 2002، ومعظمهم مقدونيون.

## معرض صور

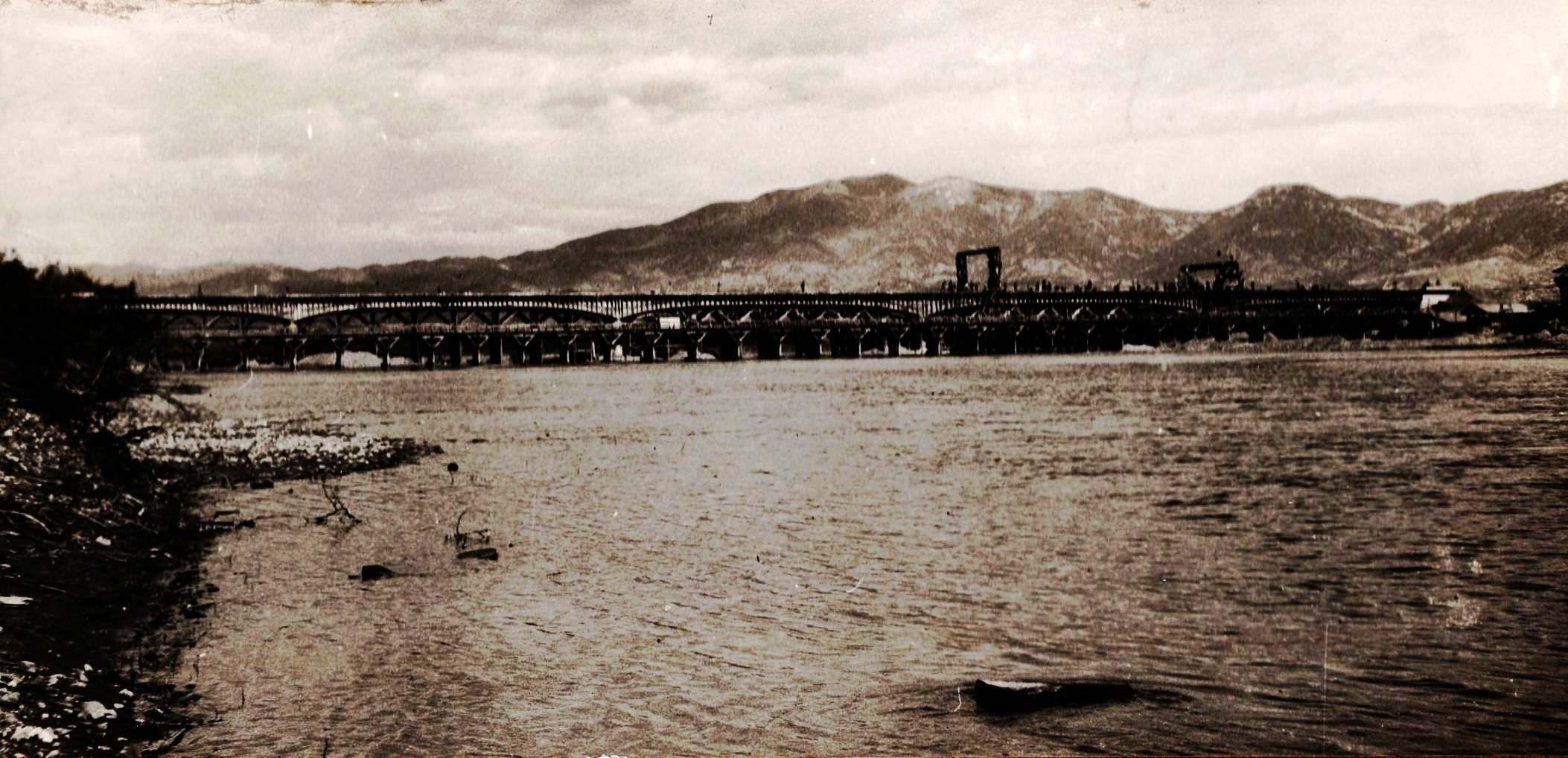
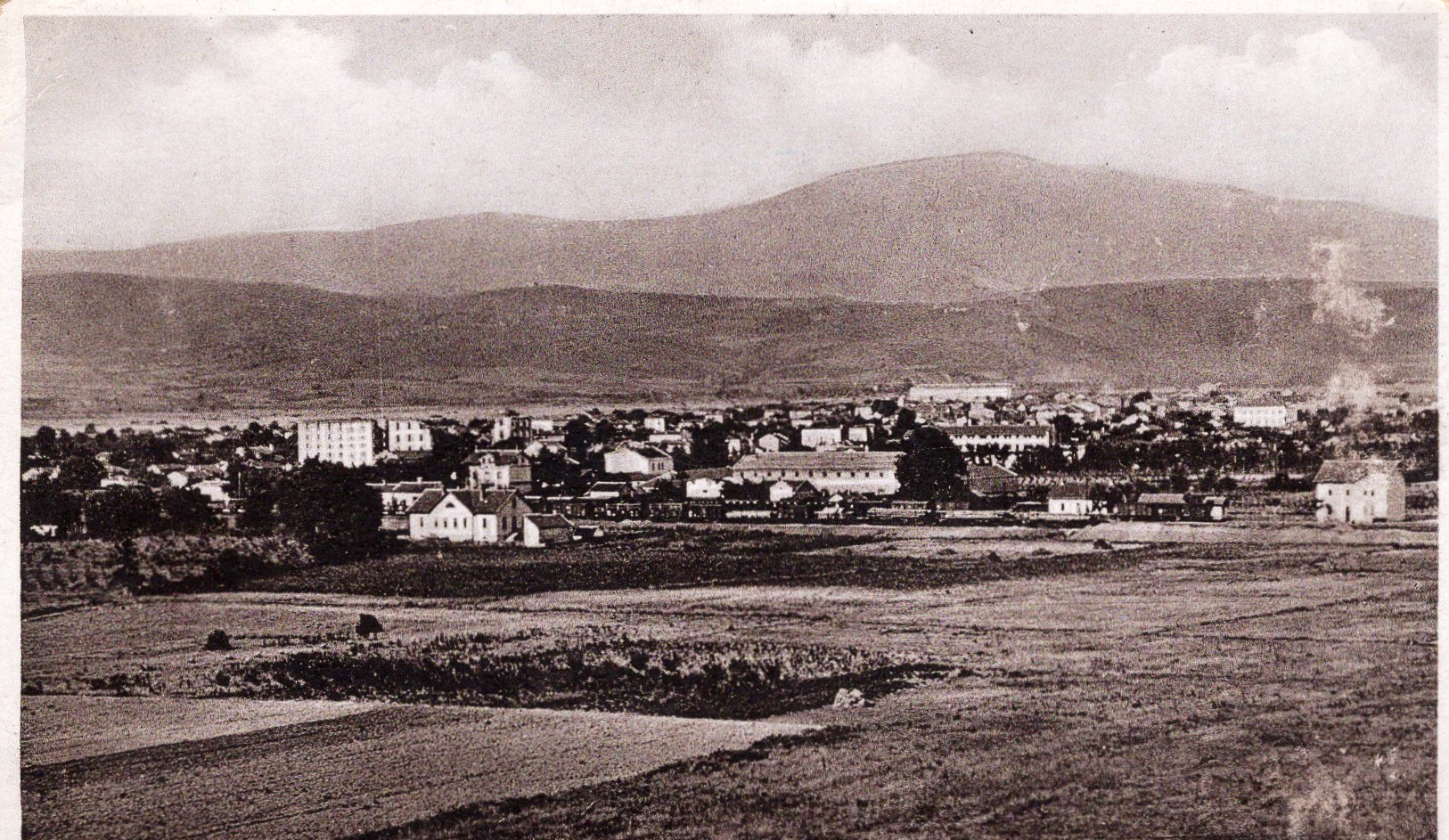
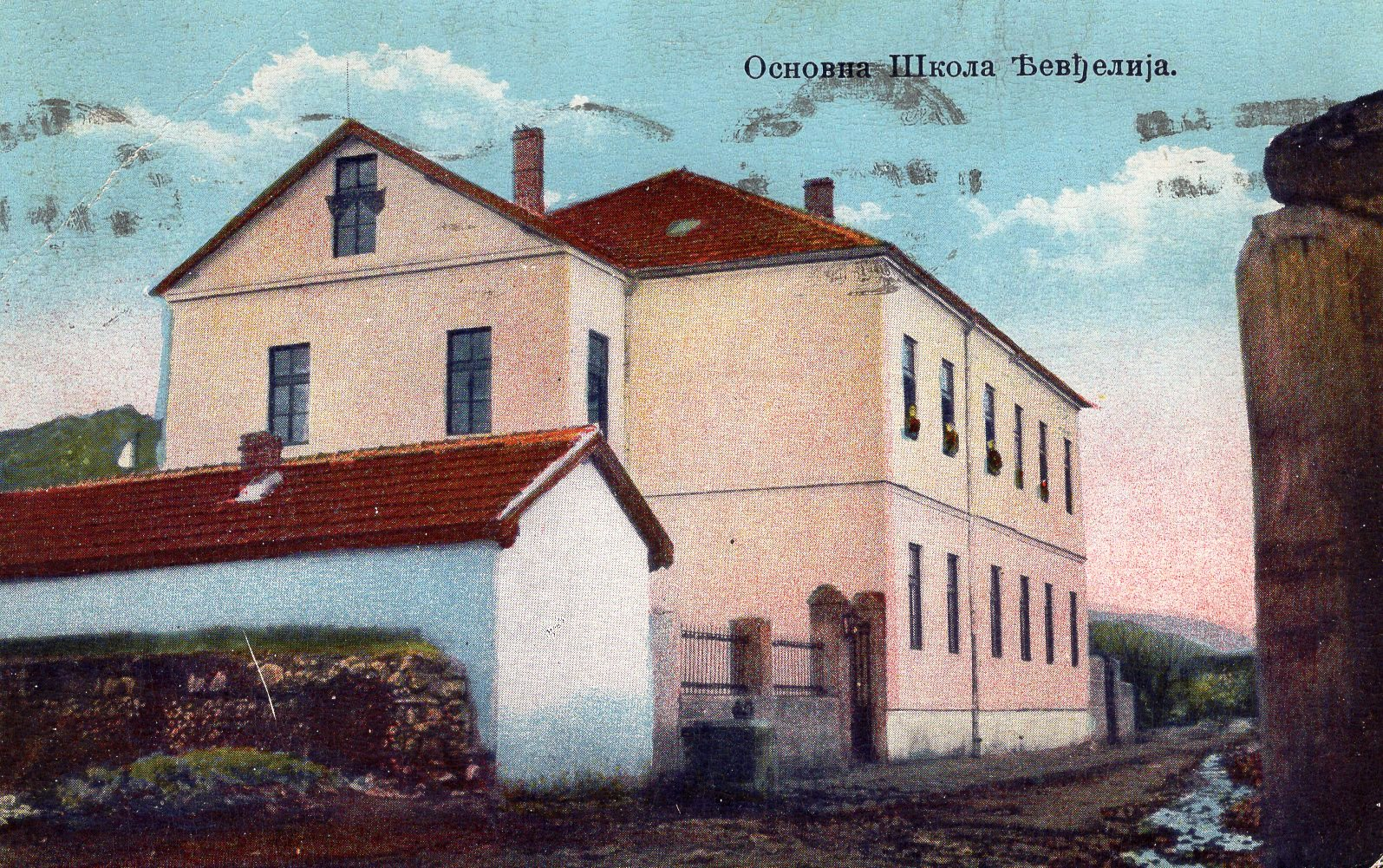

## المدن التوأمة والشقيقة
أقامت علاقة توأمة مع:
- إندجيا، صربيا[2]
- سيفليفو، بلغاريا
- كوتكا، فنلندا
- سيجانا، سلوفينيا

## أعلام
- دراجيتشا ميتروفا